# 宇賀那健一
宇賀那 健一（うがな けんいち、1984年4月20日 - ）は、日本の俳優、映画監督、脚本家。神奈川県生まれ。東京都出身。青山学院大学経営学部経営学科卒業。株式会社Vandalism代表取締役。

## 来歴
役者として活動する中、監督業に興味を持ち、短編映画『発狂』が初の監督作品となった。
2016年夏には馬場ふみか、間宮祥太朗、村上虹郎、今井華、柳英里紗ら若手俳優が出演したガングロギャル映画『黒い暴動❤』を監督。初の長編映画となる。
2018年には『サラバ静寂』、2019年には『魔法少年☆ワイルドバージン』、2020年には『転がるビー玉』が劇場公開された。
2021年には過去に撮影した連作短編映画『異物』『適応』『増殖』『消滅』の4本を繋いだ『異物 -完全版-』が、トリノ国際映画祭、モントリオール・ヌーヴォー・シネマ映画祭、エトランジェ映画祭などで上映された。2023年には『異物－アナザーストーリー－』としてTOKYO MXでドラマ化した。
2022年のモントリオール・ヌーヴォー・シネマ映画祭では、『往訪』『モジャ』『適応』の3作品が『Made in Ugana: The Very Special Seance』として特別上映された。12月には『未知との交流』と題し国内でも劇場公開を行う。同月、殺人事件の遺族を描いた『渇いた鉢』が劇場公開。
2023年8月にはブリュッセル国際ファンタスティック映画祭でワールドプレミアを行い、ポートランドホラー映画祭で最優秀賞を受賞したロマンスホラーコメディ『Love Will Tear Us Apart』が、10月にモントリオール・ヌーヴォー・シネマ映画祭にてワールドプレミアを行った戦争映画『愚鈍の微笑み』が、11月に役者の揺れ動く心を描いた『やぶからぼうに笑え』が劇場公開。
短編映画『往訪』を長編化した映画『悪魔がはらわたでいけにえで私』は、ファンタスティック・フェストにてワールドプレミアを行うと、トリノ国際映画祭にてスペシャルメンション賞を受賞、モントリオール・ヌーヴォー・シネマ映画祭などで上映された。
2024年6月7日、NYLON JAPAN20周年記念映画『みーんな、宇宙人。』が劇場公開。
台湾でホラー映画の撮影を2024年末に企画していることが明らかとなった。

## 監督作品

### 長編映画
- 黒い暴動❤（2016年）
- サラバ静寂（2018年）[27][28]
- 魔法少年☆ワイルドバージン（2019年）[29]
- 転がるビー玉（2020年）
- 異物 -完全版-（2022年）[30]
- 渇いた鉢（2022年）
- Love Will Tear Us Apart（2023年）
- 愚鈍の微笑み（2023年）
- 悪魔がはらわたでいけにえで私（2024年）
- みーんな、宇宙人。（2024年）
- ザ・ゲスイドウズ（2024年）

### 短編映画
- 往訪（2022年）
- モジャ（2022年）
- 鍵穴の風景（2017年）

### TVドラマ
- 異物－アナザーストーリー－（2023年）

### CM
- ネスレシアター「伊織の帰郷」全5話（2016年）

### MV
- 始発待ちアンダーグラウンド「風街タイムトラベル」「感情線惑星」「指先未来予想図」（2019年）「夜の終わりに」「フラストレーション」（2018年）[31]

## 出演

### テレビドラマ
- 14ヶ月〜妻が子供に還っていく〜 第1話（日本テレビ・2003年） - 鈴木 役
- 日本の歴史 関ヶ原の戦い（フジテレビ・2005年） - 兵士 役
- 名探偵コナン10周年ドラマスペシャル「工藤新一への挑戦状〜さよならまでの序章（プロローグ）〜」（日本テレビ・2006年） - 川原 役
- もやしもん（フジテレビ・2010年） - 同級生 佐藤 役
- 遺品の声を聴く男（テレビ朝日・2010年）
- 大河ドラマ 龍馬伝（NHK・2010年） - 勝海舟の書生 役
- 毒姫とわたし（TBS・2011年） - 記者 役
- タクのタクシー（テレビ東京・2012年） - 学生 役

### 映画
- THE PRINCESS YEAR（2003年） - 滝沢康祐 役
- そのとき、僕らは（2003年）
- 冒険家たち（2003年） - 主演
- TOKYO NOIR（2004年） - 正樹 役
- バッテリー （2004年） - 主演
- PAIN（2004年） - 主演
- 蟬しぐれ（2005年） - 杉原太吉 役
- 着信アリFinal（2006年） - 小林秀樹 役
- 赤い文化住宅の初子（2007年） - 近隣の住人 役
- グミ・チョコレート・パイン（2007年） - 長谷川 役
- 僕の彼女はサイボーグ（2008年） - 店員 役
- アワ・ブリーフ・エタニティ（2010年）
- ドリフトヒーロー（2011年）
- ドリフトヒーロー2（2011年）
- 白夜行（2011年） - 二年生部員A 役
- FIVE PERCENT MAN (2016年）
- エキストランド（2017年） - えのき市民 山口 役
- The Band's New Stage (2018年）-主演

### CM
- @nifty「ミサの恋」（2004年）
- 萬有製薬「Long Hair Kung-fu Man」（2007年）
- メントス「欲張りな彼女編」（2011年）
- メントス「別れ話編」（2012年）
- 明治コラーゲンヨーグルト「結婚生活」（2015年）

### 舞台
- 地雷を踏んだらサヨウナラ-魂夢-（2001年） - 加納誠 役
- ROAD〜地雷を踏んだらサヨウナラ（2003年） - 加納竜也 役
- 甘い匂い（2016年） - よっつん役

## 注
1. ↑  Vandalismにある記載によればトライストーン・エンタテイメント所属[1]。
2. ↑  2008年のワシューガル国際映画祭に『Screeeam』として出展が確認できる[2]。